# آنا تاروسينا
آنا سيرجيفنا تاروزينا (الروسية: Анна Сергеевна Тарусина ، من مواليد 24 يناير 2003) هي لاعبة تزلج فني روسية. تعتبر أفضل نتائجها حصولها على الميدالية الذهبية في مسابقة نجم الجليد في مينسك أرينا 2017 على مستوى الناشئين، بطلة مستبقة إنج سولار ميموريال - ألبين تروفي 2018، على المستوى المبتدئ، هي صاحبة الميدالية الفضية جائزة ايسو جونيور الكبرى في سلوفاكيا 2018 .

## روابط خارجية
- آنا تاروسينا على موقع الاتحاد الدولي للتزلج (الإنجليزية)